# Rolf Stenersen

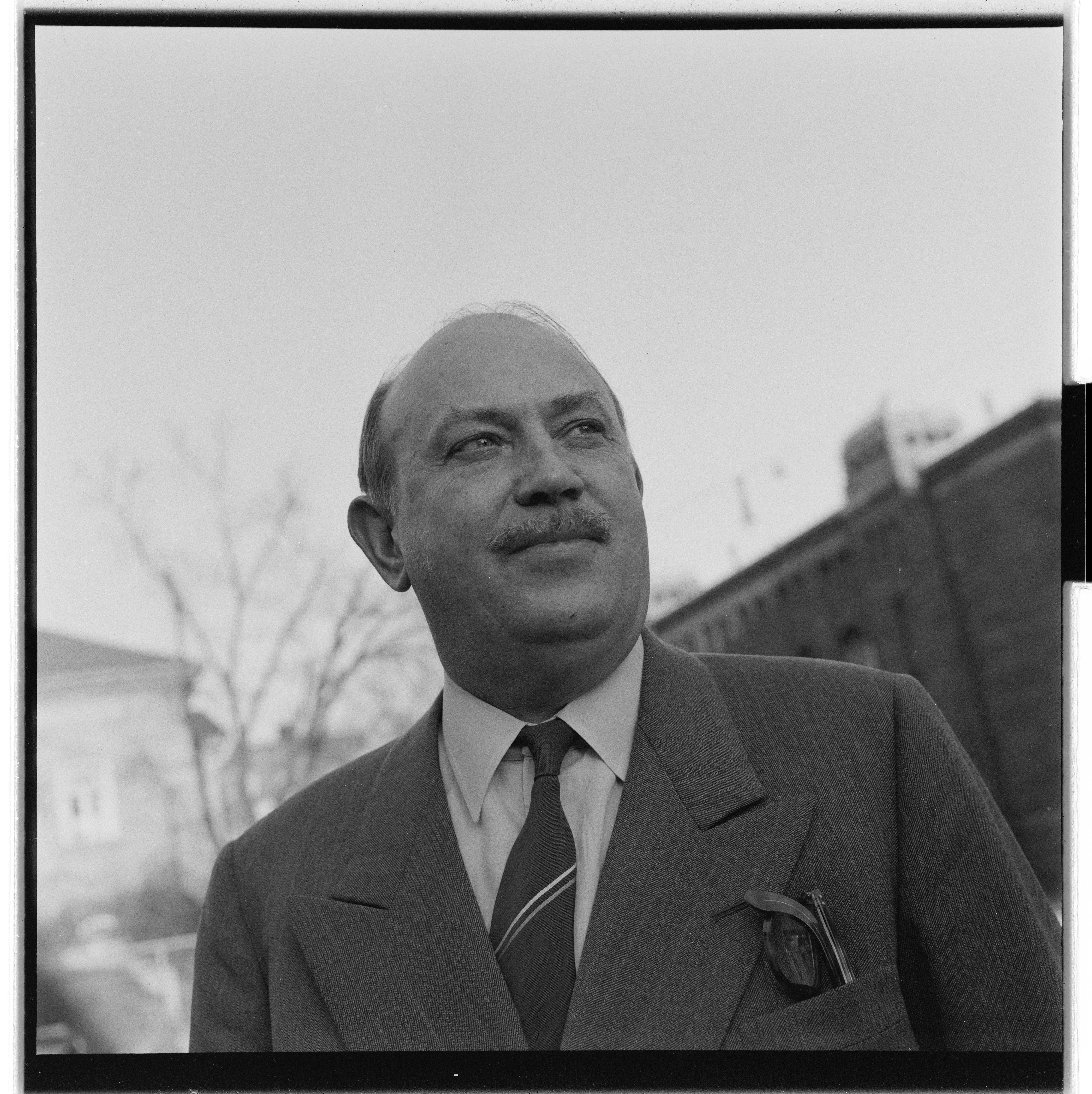
Rolf Stenersen, 1953

Rolf Stenersen (voller Name Rolf Kristian Eckersberg Stenersen, * 13. Februar 1899 in Oslo; † 14. Oktober 1978 in Bergen) war ein norwegischer Leichtathlet, Geschäftsmann, Kunstsammler, Autor, Essayist, Romancier, Dramatiker und Biograf.

## Leben und Wirken

### Frühe Jahre
Rolf Stenersen wurde in Oslo, das zu der Zeit noch Kristiania hieß, geboren. Sein Vater war der Buchhändler Johan Martin Stenersen, seine Mutter Martha Kathrine Eckersberg. Bis 1918 besuchte Stenersen die Handelsschule von Oslo.

### Sportliche Karriere
Stenersen, der für den Verein IF Ørnulf startete, wurde zwei Mal norwegischer Meister über 200 Meter, 1919 und 1920. 1921 kam noch eine Vizemeisterschaft hinzu. Mit seinem Verein wurde er zudem 1920 und 1921 norwegischer Meister in der 100-Meter-Staffel.
Stenersen nahm 1920 an den Olympischen Sommerspielen in Antwerpen teil. Dabei startete er über 100 und 200 Meter. Auch in der norwegischen Sprintstaffel wurde er eingesetzt. Am 15. August trat Rolf Stenersen zum Vorlauf 9 über 100 Meter an, in dem die beiden ersten Läufer sich für das Viertelfinale qualifizieren konnten. Hinter dem Franzosen Émile Ali-Khan und dem Briten Victor d’Arcy erreichte er als Dritter das Ziel und schied damit aus. Am 19. August ging es in die Vorläufe über 200 Meter, auch hier qualifizierten sich die beiden ersten Läufer für das Viertelfinale. In Lauf 5 belegte Stenersen mit 23,7 s den vierten und letzten Platz und schied hier ebenfalls aus. Schließlich ging es am 21. August in die Vorläufe des Staffelwettbewerbs. Stenersens Mannschaftskameraden waren Bjarne Guldager, Erling Aastad und Asle Bækkedal. Stenersen war der Startläufer Norwegens. Die Staffel traf in Lauf 1 auf den späteren Olympiasieger USA, dazu Luxemburg, Spanien und Italien. Die beiden besten Mannschaften qualifizierten sich für das Finale. Norwegen kam hinter den USA und Italien als dritte Staffel ins Ziel. Zuerst wurde die italienische Staffel disqualifiziert, doch auch die Norweger wurden aus der Wertung genommen.

### Geschäftsmann und Kunstsammler

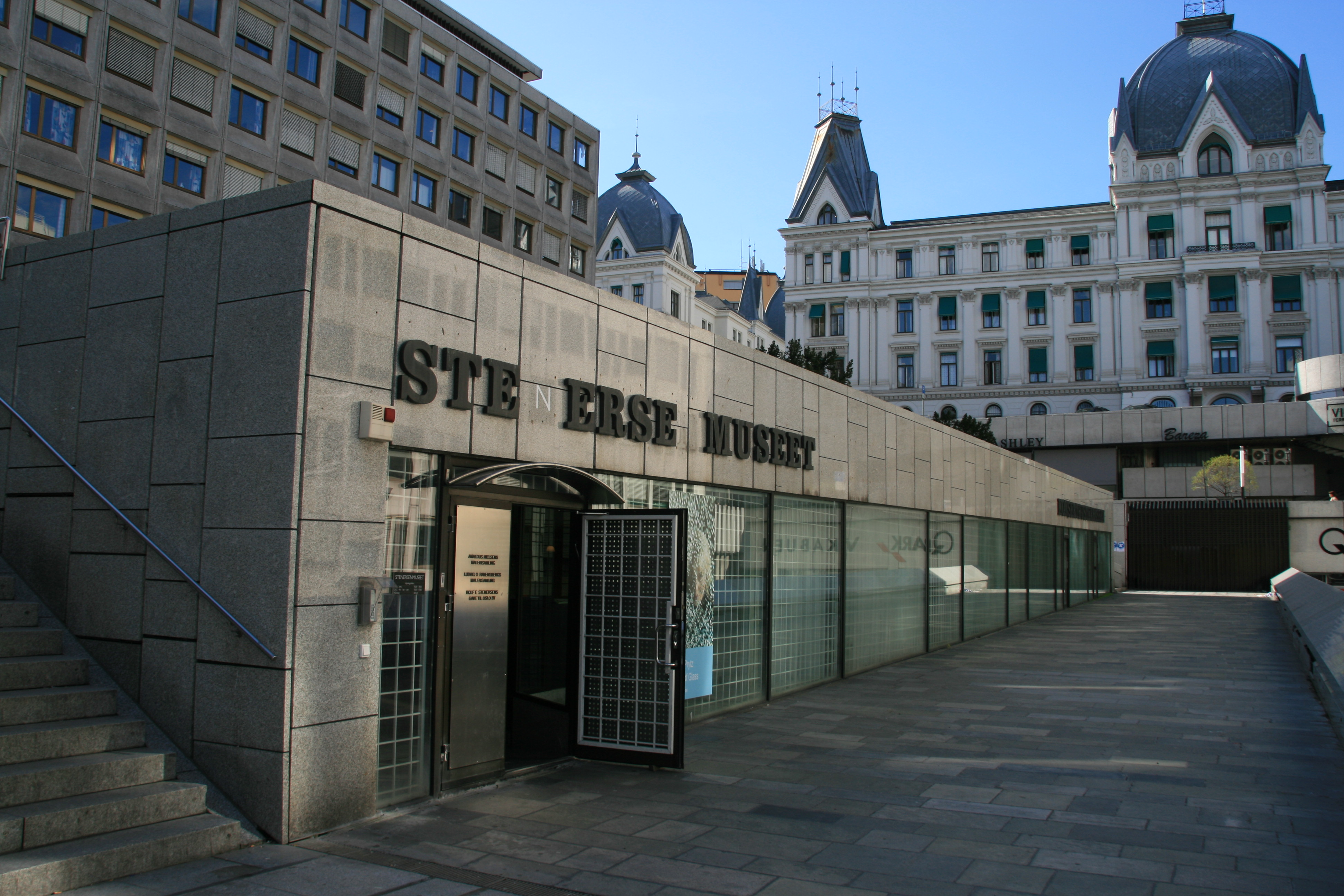
Das Stenersenmuseet in Oslo

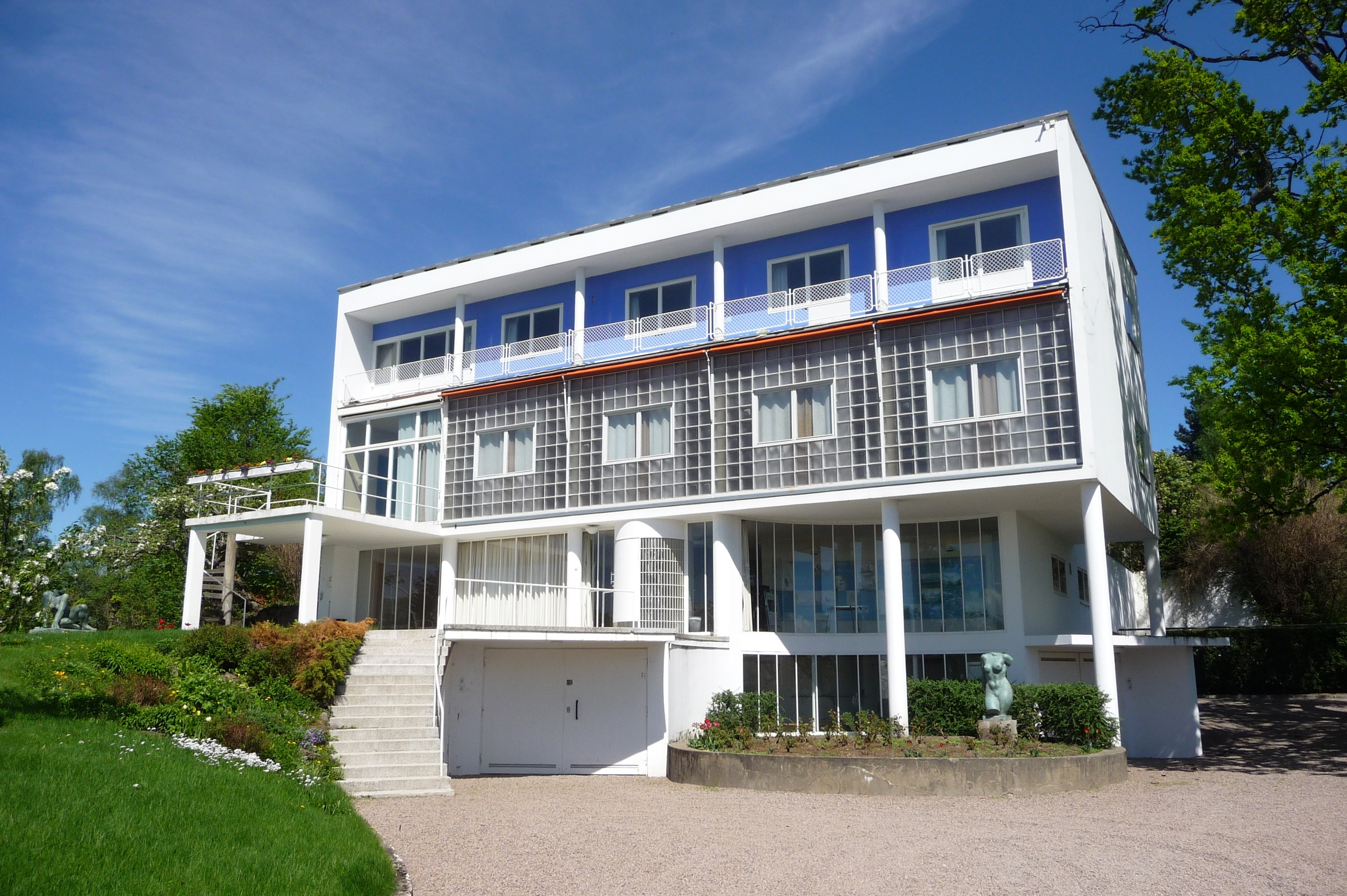
Die Villa Stenersen

Von 1922 bis 1924 studierte Rolf Stenersen am Queen’s College der University of Oxford. Im Jahr des Abschlusses heiratete er Inger Johanne Martinsen. 1925 gründete er seine eigene Firma, die A/S Stenersen og Waage, und war sowohl auf dem niederländischen Aktienmarkt als auch im Gummigeschäft tätig.
Mit dem Maler und Grafiker Edvard Munch war Stenersen freundschaftlich verbunden. Er unterstützte den Künstler finanziell und sammelte seine Werke. Mit der Zeit wurde Stenersen der Besitzer einer der größten Privatsammlungen von Munchs Werken. 1926 organisierte er eine Ausstellung, die sich auf Arbeiten von Munch und Ludvig Karsten konzentrierte.
Seine Sammlung norwegischer Kunst spendete er 1936 der Gemeinde Aker. Diese Sammlung wurde 1994 ins neu eröffnete Stenersen-Museum (Stenersenmuseet) in Oslo (Munkedamsveien 15, Oslo) verbracht. Stenersens Sammlung ausländischer Künstler wurde 1971 der Stadt Bergen vermacht. 1978 wurde dort die Sammlung dem Publikum zugänglich gemacht.
In Oslo lebte Rolf Stenersen in einer Villa, die 1935 vom Architekten Arne Korsmo im Stil des Funktionalismus entworfen wurde. Die Villa Stenersen (Tuengen allé 10, Oslo) im Nordwesten der Stadt wurde dem Staat Norwegen vermacht. Die Villa sollte als Residenz des Premierministers dienen. Tatsächlich nutzte Odvar Nordli die Villa, die später für kulturelle Zwecke in Gebrauch genommen wurde.

### Autor
Rolf Stenersen betätigte sich als Essayist mit Arbeiten über Edvard Munch, Erik Johannessen, Jakob Weidemann und Paul Klee. Es folgten Sachbücher mit der Thematik Wirtschaft. 1931 veröffentlichte er seine erste Kurzgeschichtensammlung. 1941, nach der Besetzung Norwegens durch deutsche Truppen, wurden seine Bücher vom Nazi-Regime verboten. Stenersen musste nach Schweden fliehen. Hier schrieb er eine Biografie über Edvard Munch. Sie wurde in mehrere Sprachen übersetzt und wurde zu seinem größten Erfolg als Autor. Andere Werke veröffentlichte er unter dem Pseudonym Stein Orre. Nach seiner Rückkehr nach Norwegen betätigte er sich auch als Dramatiker. Sein Stück Eva og Johannes wurde 1953 im Osloer Nationaltheatret unter der Regie von Agnes Mowinckel uraufgeführt.

## Ehrungen
- 1953: Sankt-Olav-Orden als Ritter, 1. Klasse
- 1974: Kommandeur.
- 1977: St. Hallvardsmedaljen der Stadt Oslo.
- Im Norden Oslos, nahe dem Ullevaal-Stadion wurde eine Wohnstraße zur Rolf E. Stenersens allé umbenannt.

## Publikationen
- Godnatt da du (1931)
- Stakkars Napoleon (1934)
- Penger og tall (1937)
- Aksen taper (1942 unter dem Pseudonym Stein Orre)
- Edvard Munch. Nærbilde av et geni (1945)
- Det likner kjærlighet. Nitten/førr (1947)
- Aksjer og tid-rytmer (1950)
- Eva og Johannes. Pisken. Skuespill i tre akter (1953)
- Sånn er vi også. Nye og gamle novelletter (1963)
- Aksjer, kunst, kunstnere (1969)
- Synet (1973)
- Jakten etter det vakre. Om kunst, kunstnere og underlige hendinger (1976)